# Museo de Bellas Artes de Valencia

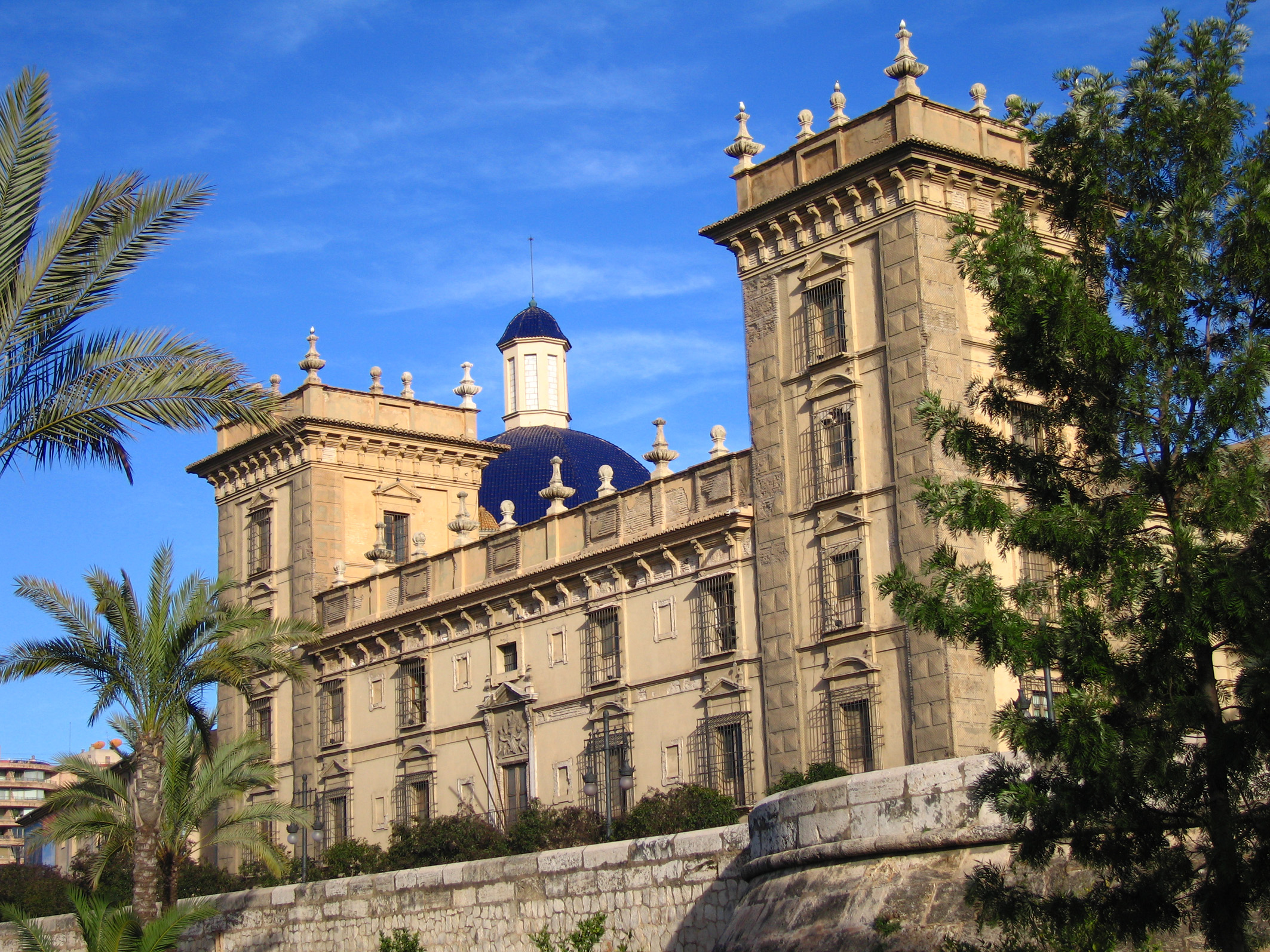
Het Palacio de San Pío V waar het museum zich bevindt

Het Museu de Belles Arts de València (Valenciaans) of Museo de Bellas Artes de Valencia (Spaans) is het Museum voor Schone Kunsten in Valencia, Spanje. Het museum is gevestigd in het Palacio de San Pío V, aan de noordkant van de Jardín del Turia (Turiatuin).
Het museum werd in 1837 opgericht en biedt onderdak aan ruim 2000 werken van onder meer Spaanse, Italiaanse, Nederlandse en Vlaamse meesters, onder wie Velázquez, El Greco, Francisco Goya, Gonzalo Pérez, Jheronimus Bosch en Pinturicchio.

## Geschiedenis
De historie van het museum gaat echter terug tot 1768 toen de Real Academia de Bellas Artes de San Carlos werd opgericht. De eerste, kleine, collectie werd door meesters en leerlingen ter beschikking gesteld. In 1812, tijdens de Franse bezetting, werd het museum in opdracht van Maarschalk van Frankrijk Louis Gabriel Suchet ingericht met schilderijen, beeldhouwwerken en boeken die voornamelijk uit kloosters afkomstig waren. Nadat de vrede was gesloten, werden deze werken echter weer teruggegeven. Tussen 1835 en 1837 werden de van de kerk geconfisqueerde werken aan de collectie toegevoegd, en het museum werd gevestigd in het voormalige klooster in El Carmen. Op 5 oktober 1839 werd het officieel geopend.
Tijdens de burgeroorlog werd het museum in 1936 ontmanteld en gebruikt als opslagplaats. Delen van de collectie werden naar Madrid overgebracht. Na de burgeroorlog bleek de staat van het pand te slecht en werd het museum gevestigd op de huidige locatie.